# Juillet 1852

## Événements
- 8 juillet, France : loi approuvant la fusion des Compagnies de chemin de fer de Montpellier à Cette, du Gard, de Montpellier à Nîmes et de Marseille à Avignon dans la Compagnie du chemin de fer de Lyon à Avignon.

- 30 juillet, France : décret portant autorisation de la Société anonyme du chemin de fer de Mulhouse à Thann.

- 31 juillet, Portugal : la construction et l'exploitation d'une ligne de Lisbonne à Santarem et à la frontière est adjugée à Hardy Hislop, représentant de la Companhia Central e Peninsular dos Caminhos de Ferro em Portugal. Le gouvernement portugais accorde une garantie de 6 %.

## Naissances
- 14 juillet : Walter Robert-Tornow, érudit allemand.
- 20 juillet : Theo Heemskerk, homme politique néerlandais.

## Décès
- 23 juillet : El Cano (Manuel Jiménez y Meléndez), matador espagnol (° 25 avril 1814).